# Palazzo Mazzetti
Il palazzo Mazzetti è un palazzo barocco di Asti, che si affaccia sulla Contrada Maestra (l'attuale Corso Alfieri). È la sede della pinacoteca civica di Asti.

## La costruzione

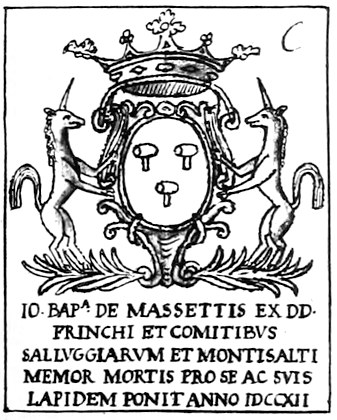
Lo stemma dei Mazzetti in una incisione del 1806 di Stefano Giuseppe Incisa

Secondo il Gabiani, il palazzo è stato costruito sul sedime di una massiccia casaforte appartenente alla famiglia Turco. Nel 1442, compare un atto di acquisto di beni e fondi della famiglia Turco, da parte dei Mazzetti di Frinco. È in base a questo documento che il Gabiani ipotizza anche la cessione del Palazzo, anche se nell'atto non ne viene fatta alcuna citazione.
Secondo le ultime supposizioni, è probabile, che prima della costruzione, esistessero delle piccole abitazioni, poco per volta acquistate dai Mazzetti, e nel seicento, cominciò l'accorpamento degli stabili con la costruzione del Palazzo. Nel 1730 ci fu la realizzazione della galleria al primo piano, e proseguì nel 1751 con la realizzazione della facciata, dell'atrio, dello scalone e degli ambienti a est della galleria.

## Il Museo e la Pinacoteca

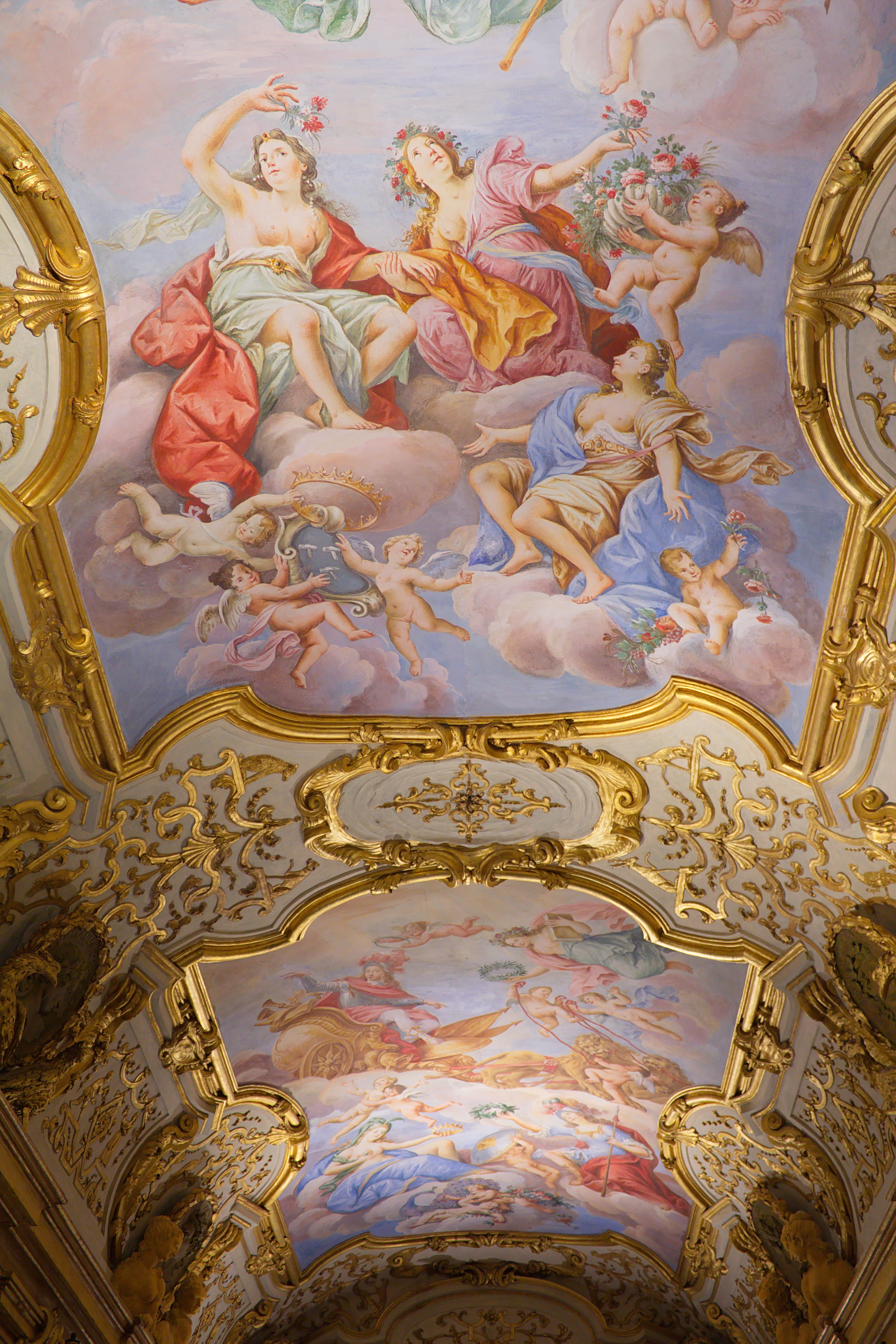
La galleria Mazzetti

Acquistato dalla Cassa di Risparmio di Asti del 1937, tre anni dopo questa concesse al Comune di allestirci il Museo e la Pinacoteca Civica. Dal 2001 di proprietà della Fondazione Cassa di Risparmio di Asti, nel dicembre 2011 riapre a pubblico completamente riallestito e restaurato.
All'interno è visitabile il piano cantinato, con le dispense e la ghiacciaia e l'esposizione archeologica permanente "Souvenir m'en doit", il piano nobile con gli ambienti storici e il secondo piano allestito a sola Pinacoteca.
Nelle Collezioni Civiche vi sono diverse sezioni esposte:
- Le opere in legno e avorio di Giuseppe Maria Bonzanigo (1745 - 1820)
- La collezione orientale del Contrammiraglio Eugenio Secondo Guglielminetti
- La collezione Gerbo di tessuti antichi
- I dipinti di scuola piemontese del XVII secolo e XVIII secolo
- I dipinti del pittore astigiano Michelangelo Pittatore (1825 - 1903)
- L'800 astigiano
- L'arte contemporanea del Premio Alfieri
- Una collezione di antiche monete raccolte dal numismatico Mario Rasero.[4]

Il Palazzo è anche sede di importanti mostre, nazionali ed internazionali.

## La famiglia Mazzetti
Era una famiglia nobile proveniente da Chieri e stabilitasi ad Asti nel XV secolo, quando Nicoletto e Domenico Mazzetti acquistarono alcune proprietà dalla famiglia Turco. La loro attività era quella di mercanti e prestatori di denaro. I Mazzetti a Frinco avevano il privilegio di battere moneta; questo avvenne fino al 1614, con la revoca del duca Carlo Emanuele I di Savoia, per le continue frodi e falsificazioni.